# Dianthus lusitanus

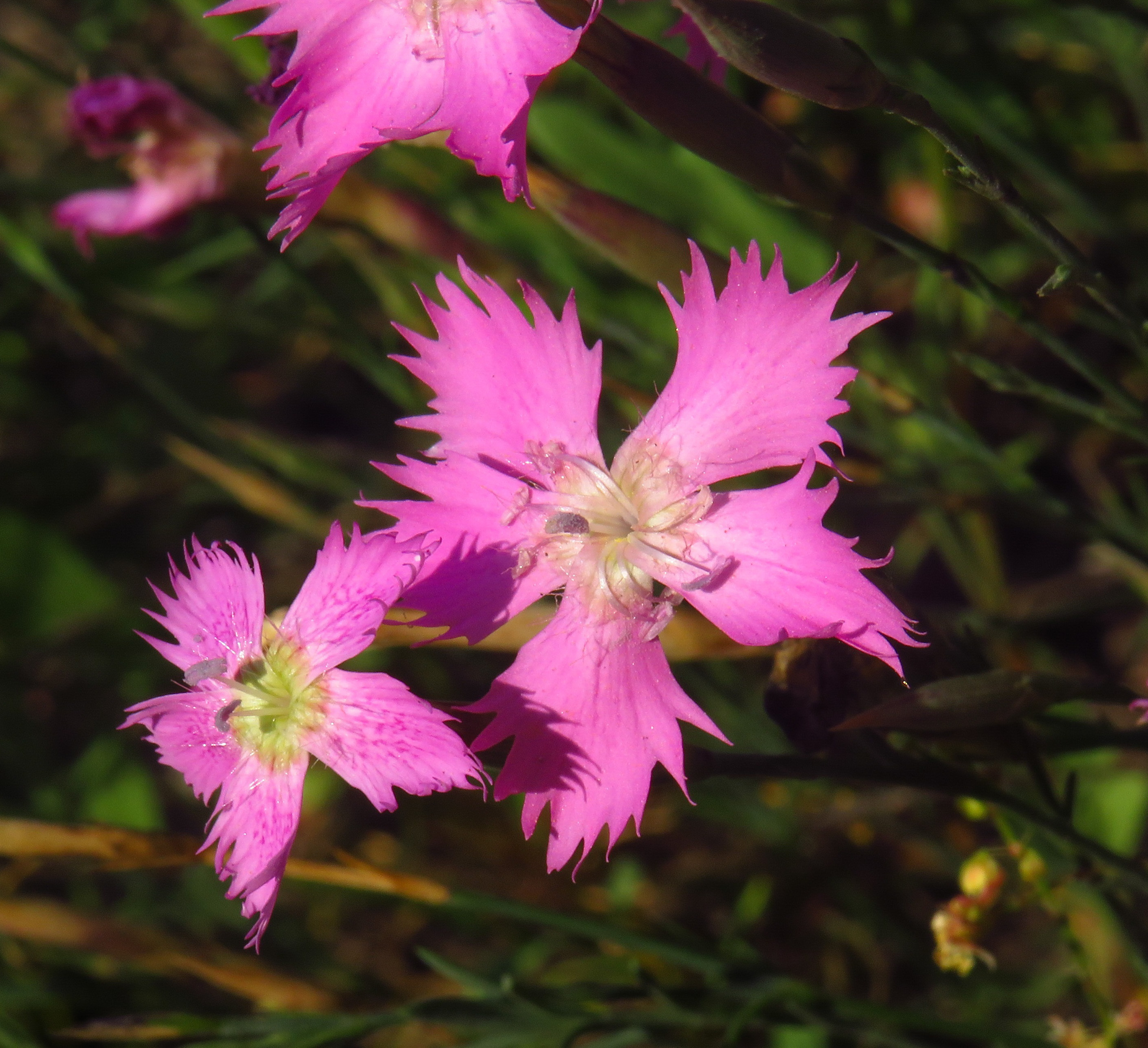
Dianthus lusitanus en la provincia de Zamora (España).

La clavelina lusitana  (Dianthus lusitanus) es una especie de la familia de las cariofiláceas.

## Descripción
Planta vivaz con cepa leñosa, muy ramificada, cespitosa. Tallos floríferos rígidos, no angulosos. Hojas glaucas, sin nervios aparentes, algo carnosas, estrechas y de no más de 1 cm de largo, acabadas en un pequeño mucrón. Flores solitarias o en parejas al extremo de los tallos. Calículo con 4.6 brácteas puntiagudas, la tercera parte de largas que los 
sépalos. Pétalos rosa generalmente peludos, con lóbulos erguidos y profundos.

## Hábitat
Terrenos ácidos, zonas rocosas y pedregosas.

## Distribución
Se encuentra en suelos ácidos, granitos, areniscas, cuarcitas. Distribuidas en la península ibérica (Los Pedroches, Sierra Norte, Aracena, Grazalema) y en Norte de África en Argelia y Marruecos.

## Taxonomía
Dianthus lusitanus fue descrita por  Félix de Avelar Brotero   y publicado en Flora Lusitanica 2: 177. 1805.
Citología
Número de cromosomas de Dianthus lusitanus (Fam. Caryophyllaceae) y táxones infraespecíficos: 2n=30
Etimología
Dianthus: nombre genérico que procede de las palabras griegas deos («dios») y anthos («flor»), y ya fue citado por el botánico griego Teofrasto.
lusitanus: epíteto geográfico que alude a su localización en Lusitania.
Sinonimia
- Dianthus bolivaris Sennen

subsp. sidi-tualii (Font Quer) Dobignard
- Dianthus atlanticus Romo
- Dianthus sidi-tualii Font Quer[3]

## Nombres comunes
- Castellano: clavel, clavel silvestre, clavelera, clavelera de risco, claveles de las peñas, claveles silvestres, clavelillo, clavelina, clavelina lusitana, clavelitos, clavellina, clavellina de rocas, clavellinera, clavellinero.[4]